# Griphophanes gravicaudata
Griphophanes gravicaudata är en tvåvingeart som först beskrevs av Patrick Grootaert och Henk J.G. Meuffels 1997.  Griphophanes gravicaudata ingår i släktet Griphophanes och familjen styltflugor.
Artens utbredningsområde är Thailand. Inga underarter finns listade i Catalogue of Life.